# Garas Dániel
Garas Dániel (Budapest, 1973. február 23. –) Balázs Béla-díjas magyar operatőr, vágó, forgatókönyvírő.

## Életpályája
Édesapja Garas Dezső színművész, édesanyja Böszörményi Nagy Ágnes. 1995-1999 között a Színház- és Filmművészeti Egyetem hallgatója volt, ahol kameraman szakon végzett.
Felesége Balla Eszter színésznő. Három gyermekük: Emma (2008), Adél (2013) és Pál (2015).

## Operatőri munkái
- Portugál (2000)
- Moszkva tér (2001)
- Szerelem utolsó vérig (2002)
- Nyárelő
- Overnight
- Istanbul
- Koccanás (2009)
- Hajónapló (2009)
- Apacsok (2010)
- Mázli
- Swing (2014)
- Vándorszínészek (2018)
- Valan (2019)
- Home Invasion
- Hunyadi (2022-2023)

## Díjai és kitüntetései
- Gundel művészeti-díj (2002)
- Balázs Béla-díj (2009)
- Magyar Filmdíj a legjobb operatőrnek (2016) – a Valan című filmért